# Cubanomysis
Cubanomysis är ett släkte av kräftdjur. Cubanomysis ingår i familjen Mysidae.
Kladogram enligt Catalogue of Life:
| Cubanomysis | \| \| Cubanomysis jimenesi \| \| \| \| \| \| Cubanomysis mysteriosa \| \| \| \| |
|             | \| \| Cubanomysis jimenesi \| \| \| \| \| \| Cubanomysis mysteriosa \| \| \| \| |
|             | Cubanomysis jimenesi                                                            |
|             |                                                                                 |
|             | Cubanomysis mysteriosa                                                          |
|             |                                                                                 |